# American Philosophical Association
Ne doit pas être confondu avec Société américaine de philosophie.
L'American Philosophical Association est une société savante et une organisation professionnelle américaine de philosophie. Fondée en 1900, elle s'efforce de promouvoir les débats d'idées, d'encourager l'activité créatrice et scientifique de cette discipline, de faciliter le travail professionnel de ses membres et d'encourager l'enseignement de la philosophie. 

## Historique
Dès 1901, la Western Philosophical Association, fondée en 1901, fusionne avec l'American Philosophical Association, prenant l'intitulé de division Ouest, tandis que l'APA est connue sous l'intitulé division Est. Ces deux divisions gardant la structure fédérale connue sous l'intitulé American Philosophical Association (APA). En 1924, une troisième division s'ajoute, par la fondation d'une association sur la côte Pacifique, sous l'intitulé de division Pacifique, tandis que la division Ouest prend, en 1985, le nom de division Centre. L'APA adopte en 1927 le mode de gouvernance fédérale actuel.

## Activités
L'association comprend trois divisions, Pacifique, Centre et Est. Chaque division organise un congrès annuel et élit son propre président. 
Les présidents récents de la division Est sont notamment Louise Antony, Sally Haslanger, Linda Martín Alcoff, Paul Guyer, Edward S. Casey, Daniel Dennett, Virginia Held, John Cooper, TM Scanlon, Stanley Cavell, Alexander Nehamas, Ernest Sosa, Jerry Fodor et Seyla Benhabib, Anthony Appiah, Christine Korsgaard et Robert Nozick, Steven Nadler, Margaret Atherton, Peter van Inwagen, Ted Cohen, Eleonore Stump, Karl Ameriks, Stephen Darwall, Marcia Baron, Allan Gibbard, Alvin Plantinga, Sally Sedgwick, Elliott Sober, Lewis White Beck Claudia Card et Lawrence Sklar sont les présidents récents de la division Centre. Terence Parsons, John Martin Fischer, Alison Wylie, Calvin Normore, Jeffrie Murphy, Hubert Dreyfus, Richard Wollheim et Paul Churchland ont récemment présidé la division Pacifique.

## Prix et honneurs décernés par l'association

### APA Book Prize et APA Article Prize
L'American Philosophical Association décerne L'APA Book Prize (anciennement connu sous le nom de Matchette Foundation Book Prize), attribué tous les deux ans à un jeune chercheur. Décerné pour la première fois en 2000, ce prix est attribué en alternance avec le prix pour un article attribué. Des personnalités telles que David Kellogg Lewis, Lawrence Sklar, Bas van Fraassen, Michael Friedman, Loran Lomasky, Paul Guyer, John Cooper, Ted Sider et Michael Smith ont remporté le prix du livre APA,.

### Les Royce Lectures
Les Royce Lectures sont décernés tous les quatre ans à un philosophe connu. Les philosophes distingués ont été notamment Robert Stalnaker, Jerry Fodor, Hilary Putnam, Sydney Shoemaker, Saul Kripke et Elizabeth Anscombe. 

### Rockefeller Prize
Enfin le Rockefeller Prize est décerné tous les deux ans au meilleur travail inédit en philosophie rédigé par un philosophe non universitaire. Sa recherche est ensuite publiée dans The Journal of Value Inquiry.

## Personnalités en lien avec l'association
- Sally Haslanger
- Linda Martín Alcoff
- Daniel Dennett
- Stanley Cavell
- Ernest Sosa
- Jerry Fodor
- Seyla Benhabib
- Anthony Appiah
- Christine Korsgaard
- Robert Nozick
- Peter van Inwagen
- Karl Ameriks
- Marcia Baron
- Allan Gibbard
- Alvin Plantinga
- Alison Wylie
- Hubert Dreyfus
- Richard Wollheim
- Paul Churchland